# Алена Морнщайнова
Алена Морнщайнова (на чешки: Alena Mornštajnová) е чешка писателка и преводачка.

## Биография
Родена е на 24 юни 1963 г. във Валашке Мезиржичи, Чехословакия. Учи английска и чешка филология в университета в Острава. Работи като учител по английски език и е преводачка на художествена литература.
Дебютният ѝ роман „Сляпата карта“ е номиниран за Националната награда „Чешка книга“ през 2014 г. През 2018 г. романът „Хана“ става първата творба от учредяването на „Чешка книга“, получила едновременно наградата на журито от специалисти и тази на учащата се публика. През 2019 г. публикува третият си роман „Тихите години“.

## Произведения
- Slepá mapa (2013)
- Hotýlek (2015)
- Hana (2017)
Хана, изд. „СОНМ“ (2019), прев. Добромир Григоров
- Strašidýlko Stráša (2018)
- Tiché roky (2019)